# Halløj i himmelsengen
Halløj i himmelsengen er en dansk/tysk film fra 1965, skrevet og instrueret af Erik Balling.

## Medvirkende
- Thomas Fritsch
- Marie Versini
- Sonja Ziemann
- Malene Schwartz
- Gunnar Lauring
- Robert Graf
- Chris Howland
- Lily Weiding
- Peter Malberg
- Susse Wold
- Ole Søltoft
- Helle Hertz
- Gunnar Bigum
- Valsø Holm
- Carl Johan Hviid